# 潮汐加熱
潮汐加熱（也稱為潮汐作功或潮汐折曲），經由潮汐摩擦過程產生。發生潮汐加熱的天體，其軌道和自轉的能量轉化爲自身及其衛星上地殼的熱而消失。由於木星的潮汐力讓木衛一變型，使得木衛一成爲太陽系內火山活動最活躍的天體，因此其表面上沒有隕石坑。木衛一軌道的離心率及拉普拉斯共振效應造成它在每個公轉周期中都有非常明顯的潮汐隆起（高達100米）。來自這種潮汐扭曲的摩擦力使它的內部變熱。理論上，一個相似但是微弱的過程也會在木衛二上發生，並造成在岩石地函下較低層冰層的溶解。土星的衛星土衛二同樣被認為在冰殼的下方有一個液態水的海洋。從土衛二的水蒸氣間歇泉噴發出的物質被認為是經由這顆衛星冰殼內的潮汐摩擦產生能量造成的變動。